# Paleogeologie
Paleogeologia este statutul geologic istoric al unei anumite zone, sau studiul istoriei geologice și al originilor Pământului, inclusiv refaceri ale formei anterioare ale continentelor, istoria și evoluția formei geologice a suprafeței sale, formarea și dezvoltarea continentelor etc.
Rocile sedimentare, care constituie 75% din uscatul planetei, sunt compuse din materiale ce provin din roci mai vechi și din resturile de plante și animale. Rocile sedimentare dau indicii despre formațiuni terestre din trecut, cum ar fi mările și deșerturile, chiar dacă acum se află în zone aride sau jungle.
Aceste informații, împreună cu fosilele și tehnicile moderne de datare a rocilor, i-au ajutat pe savanți să reconstituie istoria geologică a Pământului.
Scara geologică împarte cei 4,6 miliarde ani de istorie a Terrei în unități de timp de lungimi diferite.

## Semantică
Mai multe perioade geologice sunt denumite după locul în care au fost studiate rocile din acea perioadă:
Jurasic, după munții Jura.
Permian, după provincia Perm, din Rusia.
Cambrian, după numele roman al Țării Galilor.
Altele sunt numite după o caracteristică importantă a rocilor din acea perioadă:
Carbonifer, pentru straturile sale de cărbune.
Cretacic, de la latinescul pentru cretă (creta), după depunerile masive de cretă din acea vreme.

## Scara geologică de timp
| Ani în urmă               | Eră         | Perioadă   | Epocă      | Evenimente-cheie                                                                             |
| ------------------------- | ----------- | ---------- | ---------- | -------------------------------------------------------------------------------------------- |
| 10.000-prezent            | Cenozoic    | Cuaternar  | Holocen    | Creșterea nivelului mărilor post-glaciațiune                                                 |
| 1,8 milioane-10.000       | Cenozoic    | Terțiar    | Pleistocen | Ultima glaciațiune. Istmul Bering leagă Asia de America de Nord                              |
| 5-1,8 milioane            | Cenozoic    | Terțiar    | Pliocen    | America de Nord se leagă de cea de Sud                                                       |
| 23-5 milioane             | Cenozoic    | Terțiar    | Miocen     | Se formează calota glaciară antarctică                                                       |
| 34-23 milioane            | Cenozoic    | Terțiar    | Oligocen   | Începe formarea munților Himalaia. Se deschide Marea Roșie                                   |
| 57-34 milioane            | Cenozoic    | Terțiar    | Eocen      | Australasia se separă de Antarctica. Începe formarea gheții la poli                          |
| 56-57 milioane            | Cenozoic    | Terțiar    | Paleocen   | Se formează Munții Stâncoși. India se apropie de Asia                                        |
| 144-65 milioane           | Mezozoic    | Cretacic   |            | Gondwana se rupe                                                                             |
| 208-144 milioane          | Mezozoic    | Jurasic    |            | Pangeea se desparte în Laurasia la nord și Gondwana la sud. Se formează Oceanul Atlantic     |
| 245-208 milioane          | Mezozoic    | Triasic    |            | Deșerturi foarte întinse                                                                     |
| 286-245 milioane          | Paleozoic   | Permian    |            | Supercontinentul Pangeea e intact                                                            |
| 360-286 milioane          | Paleozoic   | Carbonifer |            | Mările interioare aproape acoperă America de Nord și Europa. Păduri întinse formează cărbune |
| 408-360 milioane          | Paleozoic   | Devonian   |            | Se formează munții din nord-vestul Europei și nord-estul Americii                            |
| 438-408 milioane          | Paleozoic   | Silurian   |            | Primele recifuri de corali și plante de uscat                                                |
| 505-438 milioane          | Paleozoic   | Ordovician |            | Începe formarea munților din nord-estul Americii. Glaciațiune în Sahara                      |
| 550-505 milioane          | Paleozoic   | Cambrian   |            | Primele dovezi ale unor forme complexe de viață                                              |
| 4,6 miliarde-550 milioane | Precambrian |            |            | Nașterea planetei, formarea scoarței, apariția primelor forme de viață. Nașterea atmosferei  |

## Mișcarea continentelor
Marile plăci în care e împărțită scoarța Terrei cuprind continente întregi și mari regiuni oceanice, dar nici o placă nu are exact aceleași limite cu un continent. Odată cu deplasare plăcilor, continentele și bazinele oceanice și-au schimbat forma, mărimea și locul.
Acum circa 250 milioane de ani, toate continentele erau reunite într-un singur supercontinent - Pangeea (pan - totul, gaea - pământ).
Acum circa 200 milioane de ani, acesta a început să se rupă în continente mai mici care s-au deplasat treptat în pozițiile lor  actuale, astfel încât, astăzi lumea este împărțită în șapte plăci, pe fiecare aflîndu-se continesnte și oceane.Unele limite sunt divergente (plăcile se depărtează),altele sunt convergente (plăcile se apropie),iar a treia cateogorie o reprezintă faliile transformante (alunecă unele pe langă altele.)
Cele șapte fragmente principale ale scoarței terestre alunecă doar cu câțiva centimetri pe an.De-a lungul timpului,în decursul erelor geologice, unele zone ale scoarței s-au deplasat dintr-o parte în alta a lumii, acest fenomen, numit tectonica plăcilor este cea mai importantă forță care ne modelează planeta.

## Indicii paleogeologice
Printre dovezile că mai demult continentele erau reunite într-un singur continent se află:
- Îngemănarea liniilor de coastă ale Americii de Sud și Africii.
- Lanțurile muntoase care se termină pe o coastă și reapar peste ocean.
- Schimbări climatice pe porțiuni de uscat diferite.
- Tipuri identice de fosile pe continente diferite.

## Grabenuri și rifturi
Punctele slabe din scoarța Pământului permit magmei să urce, împingând și fisurând suprafața. odată cu depărtatea lentă a marginilor crăpăturii, mari plăci de rocă se scufundă, iar centrul va forma un șanț cu fundul plat. Grabenul din Africa de Est, valea Rinului și Rio grande sunt, toate, văi de graben.
S-ar putea ca marele graben Est-African să fie prima etapă a ruperii unui continent, așa cum s-a întâmplat cu Pangeea.